# Michael Conforto
Michael Thomas Conforto (Seattle, Washington, 1 de marzo de 1993), más conocido como Michael Conforto, es un jugador profesional estadounidense de béisbol que se desempeña en la posición de jardinero izquierdo en Los Angeles Dodgers, equipo de las Grandes Ligas de Béisbol (MLB). Logró obtener el premio Segundo Equipo All-MLB.

## Carrera
Conforto jugó como profesional siete temporadas en New York Mets (2015-2021), después pasó a San Francisco Giants (2023-2024), luego a Los Angeles Dodgers.

## Premios
En 2020, fue galardonado con el premio Segundo Equipo All-MLB.